# Дан бау
Дан бау (вьет. đàn bầu, đàn — инструмент, bầu — тыква) — вьетнамский щипковый монохорд.

## История
В то время, как наиболее ранние письменные свидетельства о дан бау относятся к 1770, учёные оценивают его возраст больше на тысячу лет. Популярная легенда возникновения дан бау повествует о слепой женщине, игравшей на нём на рынке, чтобы прокормить свою семью, в то время как муж ушёл на войну. Вне зависимости, основано это на реальных событиях или нет, исторически так сложилось, что на этом инструменте играли слепые. До недавних пор, его незначительная громкость ограничивала контекст игры. Соло на дан бау является характерным для вьетнамской музыки и является популярным по сей день жанром в стране. Другое традиционное применение — сопровождение чтения стихов. С изобретением электромагнитного звукоснимателя, использование дан бау распространилось на ансамбли, а также на современную азиатскую поп- и рок-музыку. В наше время, аппаратура, предназначенная для электрогитар, иногда применяется с дан бау для расширения его тональной палитры.

## Строение
Изначально дан бау состоял из всего четырёх частей: бамбуковой трубки, деревянного стерженя, половины кокосовой скорлупы и шёлковой нити. Струна была натянута вдоль бамбука, привязана одним концом к стержню, который прикреплялся поперёк бамбука. Скорлупа кокоса прикреплялась к стержню, выполняя функцию резонатора. В современных инструментах бамбук заменён деревянной декой. Традиционную шёлковую нить заменила гитарная струна. В то время, как в конструкции имеется тыква, сейчас она выполняется в основном из дерева, имея в основном декоративное назначение. Также все дан бау имеют современные колки для подстройки базовой тональности. Обычно инструмент настраивается на одну октаву ниже среднего До, около 131 Гц; но также может быть настроено на другие ноты для облегчения игры в тональности, отличной от До.

## Игра
На первый взгляд, техника игры на дан бау кажется относительно простой, но в действительности требует большой точности. Мизинец правой руки легко касается струны в одном из семи стандартных узлов, а играют длинным медиатором, зажатым между большим и указательным пальцем. Узлы являются нотами первых семи обертонов, подобным гитарным гармоникам на ладах над октавой (1/2), чистой квинтой (2/3), чистой квартой (3/4), большой терцией (4/5), малой терцией (5/6) и двумя тонами, отсутствующими в западном музыкальном строе: септа уменьшенной терцией (?) (7/6) и септа целым тоном (8/7) (?).
Левой рукой музыкант толкает гибкий стержень указательным пальцем по направлению вовнутрь для понижения тона, или большим пальцем наружу для повышения. Эта техника позволяет играть ноты, отсутствующие на узле, или добавлять вибрато к любой ноте.